# Chiloschista segawae
Chiloschista segawae là một loài thực vật có hoa trong họ Lan. Loài này được (Masam.) Masam. & Fukuy. mô tả khoa học đầu tiên năm 1938.